# Naravne vrednote Sardinije
Sardinija je drugi največji otok v Sredozemlju (za Sicilijo). Odlikuje se po velikem številu naravoslovnih posebnosti, zaradi katerih se po navadi opisuje kot geotop in biotop. Zemljepisna in zgodovinska osamljenost otoka sta pripomogli k ohranitvi mnogih živalskih in rastlinskih vrst, ki so na celini izumrle. Tudi z geološkega vidika je otok povsem različen od ostale Evrope. Ohranile so se še nedotaknjene mnoge značilne oblike ozemlja, na primer kraški pojavi, granitni masivi in predvsem podmorski habitat. Deželna uprava je že leta 1989 zaščitila 116 področij, katerim sta bila naknadno dodana še dva parka.

## Seznam narodnih parkov
- Narodni park Arcipelago di La Maddalena (Parco nazionale Arcipelago di La Maddalena)
- Narodni park Asinara (Parco nazionale dell'Asinara)
- Narodni park Golfo di Orosei e del Gennargentu (Parco nazionale del Golfo di Orosei e del Gennargentu)

## Seznam krajinskih parkov
- Krajinski park Limbara (Parco del Limbara)
- Krajinski park Marghine e Goceano (Parco del Marghine e Goceano)
- Krajinski park Sinis - Montiferru (Parco del Sinis - Montiferru)
- Krajinski park Monte Arci (Parco del Monte Arci)
- Krajinski park Giara (Parco della Giara)
- Krajinski park Monte Linas - Oridda - Marganai (Parco del Monte Linas - Oridda - Marganai)
- Krajinski park Sette Fratelli - Monte Genas (Parco dei Sette Fratelli - Monte Genas)
- Krajinski park Sulcis (Parco del Sulcis)
- Krajinski park Porto Conte (Parco naturale regionale di Porto Conte)
- Krajinski park Molentargius - Saline (Parco regionale Molentargius - Saline)

## Seznam morskih rezervatov
- Morski rezervat Capo Caccia Isola Piana (Area naturale marina protetta Capo Caccia Isola Piana)
- Morski rezervat Capo Carbonara (Area naturale marina protetta Capo Carbonara)
- Morski rezervat Isola dell'Asinara (Area naturale marina protetta Isola dell'Asinara)
- Morski rezervat Penisola del Sinis - Isola Mal di Ventre (Area naturale marina protetta Penisola del Sinis - Isola Mal di Ventre)
- Morski rezervat Tavolara - Punta Coda Cavallo (Area naturale marina protetta Tavolara - Punta Coda Cavallo)
- Mednarodna ustanova za zaščito morskih sesalcev (Santuario per i mammiferi marini)

## Seznam mokrišč
- Mokrišče Palude di Osalla (Palude di Osalla)
- Mokrišče Peschiera di Corru S'Ittiri - Stagno di San Giovanni e Marceddì (Peschiera di Corru S'Ittiri - Stagno di San Giovanni e Marceddì)
- Mokrišče Stagni di Colostrai (Stagni di Colostrai)
- Mokrišče Stagni di Posada (Stagni di Posada)
- Mokrišče Stagno di Cabras (Stagno di Cabras)
- Mokrišče Stagno di Cagliari (Stagno di Cagliari)
- Mokrišče Stagno di Calich (Stagno di Calich)
- Mokrišče Stagno di Mistras (Stagno di Mistras)
- Mokrišče Stagno di Murtas e S'Acqua Durci (Stagno di Murtas e S'Acqua Durci)
- Mokrišče Stagno di Nòtteri (Stagno di Nòtteri)
- Mokrišče Stagno di Orrì (Stagno di Orrì)
- Mokrišče Stagno di Pauli Maiori (Stagno di Pauli Maiori)
- Mokrišče Stagno di Pilo (Stagno di Pilo)
- Mokrišče Stagno di Platamona (Stagno di Platamona)
- Mokrišče Stagno di Sale 'e Porcu (Stagno di Sale 'e Porcu)
- Mokrišče Stagno di San Teodoro e Stagnetti di Budoni (Stagno di San Teodoro e Stagnetti di Budoni)
- Mokrišče Stagno di S'Ena Arrubia (Stagno di S'Ena Arrubia)
- Mokrišče Stagno di Molentargius (Stagno di Molentargius)

## Seznam naravnih spomenikov
- Naravni spomenik Arco dell'Angelo (Arco dell'Angelo)
- Naravni spomenik Basalti colonnari di Guspini (Basalti colonnari di Guspini)
- Naravni spomenik Canal Grande di Nebida (Canal Grande di Nebida)
- Naravni spomenik Capo d'Orso (Capo d'Orso)
- Naravni spomenik Colata basaltica su Graniti di Gollei (Colata basaltica su Graniti di Gollei)
- Naravni spomenik Grotte litoranee di Baunei e Dorgali (Grotte litoranee di Baunei e Dorgali)
- Naravni spomenik Monte Pulchiana di Aggius (Monte Pulchiana di Aggius)
- Naravni spomenik Crateri vulcanici del Meilogu - Monte Annaru (Monumento naturale crateri vulcanici del Meilogu - Monte Annaru)
- Naravni spomenik Domo Andesitico di Acquafredda (Domo Andesitico di Acquafredda)
- Naravni spomenik Le Colonne (Monumento naturale Le Colonne)
- Naravni spomenik Perda 'e Liana (Monumento naturale Perda 'e Liana)
- Naravni spomenik Perda Longa di Baunei (Monumento naturale Perda Longa di Baunei)
- Naravni spomenik Punta Goloritze (Monumento naturale Punta Goloritze)
- Naravni spomenik Scala di San Giorgio di Osini (Monumento naturale Scala di San Giorgio di Osini)
- Naravni spomenik Su Sterru (Monumento naturale Su Sterru (Il Golgo))
- Naravni spomenik Su Suercone (Monumento naturale Su Suercone)
- Naravni spomenik Texile di Aritzo (Monumento naturale Texile di Aritzo)
- Naravni spomenik Olivastri di Santa Maria Navarrese (Olivastri di Santa Maria Navarrese)
- Naravni spomenik Olivastri di San Sisinnio (Olivastri di San Sisinnio)
- Naravni spomenik Pan di Zucchero e faraglioni di Masua (Pan di Zucchero e faraglioni di Masua)
- Naravni spomenik S'Archittu di Santa Caterin (S'Archittu di Santa Caterina)
- Naravni spomenik Tassi di sos Nibaros (Tassi di sos Nibaros)
- Naravni spomenik Tronchi fossili di Zuri - Soddì (Tronchi fossili di Zuri - Soddì)
- Naravni spomenik Valle del Rio Pardu (Valle del Rio Pardu)
- Naravni spomenik Vette dei Sette Fratelli (Vette dei Sette Fratelli)

## Seznam naravnih rezervatov
- Naravni rezervat Capo Testa (Capo Testa)
- Naravni rezervat Monte Russu (Monte Russu)
- Naravni rezervat Berchida - Bidderosa (Berchida - Bidderosa)
- Naravni rezervat Lago di Monte Pranu (Lago di Monte Pranu)
- Naravni rezervat Isola Rossa di Badesi (Isola Rossa di Badesi)
- Naravni rezervat Capo Figari e Figarolo (Capo Figari e Figarolo)
- Naravni rezervat Capo Falcone (Capo Falcone)
- Naravni rezervat Piana dei Grandi Sassi) (Piana dei Grandi Sassi)
- Naravni rezervat Piana dei Grandi Sassi) (Piana dei Grandi Sassi))
- Naravni rezervat Ginepreto di Platamona (Ginepreto di Platamona)
- Naravni rezervat Punta s'Untulzu (Punta s'Untulzu)
- Naravni rezervat Monte Nieddu (Monte Nieddu)
- Naravni rezervat Porto Palmas - Punta Lu Caparoni (Porto Palmas - Punta Lu Caparoni)
- Naravni rezervat Lago di Baratz (Lago di Baratz)
- Naravni rezervat Tepilora (Tepilora)
- Naravni rezervat Monte Albo (Monte Albo)
- Naravni rezervat Monte Senes (Monte Senes)
- Naravni rezervat Capo Marrargiu (Capo Marrargiu)
- Naravni rezervat Valle del Temo (Valle del Temo)
- Naravni rezervat Monte Ortobene (Monte Ortobene)
- Naravni rezervat Corona Niedda - Capo Nieddu'e Foghe (Corona Niedda - Capo Nieddu'e Foghe)
- Naravni rezervat Isole del Mal di Ventre e del Catalano (Isole del Mal di Ventre e del Catalano)
- Naravni rezervat Monte Ferru di Tertenia (Monte Ferru di Tertenia)
- Naravni rezervat Monte Arcuentu e Rio Piscinas (Monte Arcuentu e Rio Piscinas)
- Naravni rezervat Lago Mulargia (Lago Mulargia)
- Naravni rezervat Serra e'Mari (Serra e'Mari)
- Naravni rezervat Capo Pecora (Capo Pecora)
- Naravni rezervat Sa Praia e vecchie Foci del Flumenndosa (Sa Praia e vecchie Foci del Flumenndosa)
- Naravni rezervat Costa di Nebida (Costa di Nebida)
- Naravni rezervat Isole di San Pietro, Piana, dei Ratti, del Corno (Isole di San Pietro, Piana, dei Ratti, del Corno)
- Naravni rezervat Punta dell'Aligia (Punta dell'Aligia)
- Naravni rezervat Barbusi (Barbusi)
- Naravni rezervat Capo Sant'Elia (Capo Sant'Elia)
- Naravni rezervat Lago di Monte Pranu (Lago di Monte Pranu)
- Naravni rezervat Monte Arcosu (Riserva di Monte Arcosu)
- Naravni rezervat Isola di Serpentara e dei Cavoli (Isola di Serpentara e dei Cavoli)
- Naravni rezervat Porto Pino (Porto Pino)
- Naravni rezervat Isole del Toro e della Vacca (Isole del Toro e della Vacca)
- Naravni rezervat Isola Rossa e Capo Teulada (Isola Rossa e Capo Teulada)
- Naravni rezervat Capo Spartivento e Stagni di Chia (Capo Spartivento e Stagni di Chia)
- Naravni rezervat Foresta demaniale di Montes (Foresta demaniale di Montes)

## Seznam naravnih zanimivosti
- Monte Moro di Olbia
- Fiordo di Cugnana
- Monte Minerva di Villanova Monteleone
- Foresta Burgos
- Mularza Noa di Bolotana
- Foresta di Badde e'Salighe
- Sant'Antonio di Macomer
- Foresta de Ispuligi de Nie
- Spiaggia di Is Aruttas
- S'Istampu e'Turrunu
- Dune di Torre dei Corsari
- Sa Spendula di Villacidro
- Foresta di Tuviois di Sinnai
- Grotte di san Giovanni
- Grotta di santa Barbara
- Bidda Mores